# Kanton Perpignan-1
Kanton Perpignan-1 (fr. Canton de Perpignan-1) je francouzský kanton v departementu Pyrénées-Orientales v regionu Languedoc-Roussillon. Tvoří ho čtvrť Haut-Vernet v severní části města Perpignan.